# Amara texana
Amara texana är en skalbaggsart som beskrevs av Jules Putzeys. Amara texana ingår i släktet Amara och familjen jordlöpare. Inga underarter finns listade i Catalogue of Life.